# Yang Liu
Yang Liu (en chino: 杨柳; 20 de mayo de 1992) es una deportista china que compite en boxeo. Participó en los Juegos Olímpicos de París 2024, obteniendo una medalla de plata en la categoría de 66 kg.

## Palmarés internacional
| Juegos Olímpicos | Juegos Olímpicos | Juegos Olímpicos | Juegos Olímpicos |
| Año              | Lugar            | Medalla          | Categoría        |
| ---------------- | ---------------- | ---------------- | ---------------- |
| 2024             | París (Francia)  | Medalla de plata | 66 kg            |